# Guus Bauer
Guus Bauer (Amsterdam, 1959) is een Nederlands schrijver, uitgever en literair journalist.
Bauer begon in 1977 op 18-jarige leeftijd zijn eigen uitgeverij, interviewde diverse auteurs en schreef boekrecensies en columns. Sinds 2008 publiceerde hij boeken uit eigen naam, daarvoor onder een pseudoniem.
Zijn boek Vogeljongen werd in 2016 door het boekenpanel in De Wereld Draait Door getipt en gaat over een jongen die in coma ligt en haalt herinneringen op uit zijn verleden. Zijn boek Vaders dag verhaalt over zijn overgrootvader Anton Bauer die een magazijnhandel had. De basis voor dit boek waren dagboeken van zijn vader, bijgehouden van 1917 tot 1971. In Ik, Boudewijn Büch vult Bauer de onvoltooid verleden tijd van Boudewijn Büch aan te vullen door hem te plaatsen in de twintig jaar na zijn overlijden.